# 辛果漆属
辛果漆属（学名：Drimycarpus）是漆树科下的一个属，为大乔木植物。该属共有2种，中国云南。